# Liste der Kulturdenkmale in Fellbach

Wappen von Fellbach

In der Liste der Kulturdenkmale in Fellbach sind Bau- und Kunstdenkmale der Stadt Fellbach verzeichnet. Die Liste wurde nach dem Flächennutzungsplan 2015 des Planungsverband Unteres Remstal erstellt.
Stand dieser Liste ist der 14. Juni 2004.
Diese Liste ist nicht rechtsverbindlich. Eine rechtsverbindliche Auskunft ist lediglich auf Anfrage bei der Unteren Denkmalschutzbehörde der Stadt Fellbach erhältlich.

## Allgemein
- Bild: Zeigt ein ausgewähltes Bild aus Commons, „Weitere Bilder“ verweist auf die Bilder im Medienarchiv Wikimedia Commons.
- Bezeichnung: Nennt den Namen, die Bezeichnung oder die Art des Kulturdenkmals.
- Lage: Straßenname und Hausnummer oder Flurstücknummer des Kulturdenkmals, gegebenenfalls auch den Ortsteil. Die Grundsortierung der Liste erfolgt nach dieser Adresse. Der Link (Karte) führt zu verschiedenen Kartendiensten mit der Position des Kulturdenkmals. Fehlt dieser Link, wurden die Koordinaten noch nicht eingetragen. Sind diese bekannt, können sie über ein Tool mit einer Kartenansicht einfach nachgetragen werden. In dieser Kartenansicht sind Kulturdenkmale ohne Koordinaten mit einem roten bzw. orangen Marker dargestellt und können durch Verschieben auf die richtige Position in der Karte mit Koordinaten versehen werden. Kulturdenkmale ohne Bild sind an einem blauen bzw. roten Marker erkennbar.
- Datierung: Baubeginn, Fertigstellung, Datum der Erstnennung oder grobe zeitliche Einordnung entsprechend des Eintrags in der zuständigen Denkmaldatenbank (Landesamt für Denkmalpflege Baden-Württemberg).
- Beschreibung: Kurzcharakteristik des Kulturdenkmals.

## Kulturdenkmale in Fellbach
| Bild           | Bezeichnung                                                | Lage                                                                                                | Datierung | Beschreibung | ID |
| -------------- | ---------------------------------------------------------- | --------------------------------------------------------------------------------------------------- | --------- | --- | -- |
|                | Ehem. Bahnhotel                                            | Fellbach, Auberlenstraße 40 (Karte)                                                                 |           | Geschützt nach § 2 DSchG |    |
| Weitere Bilder | Preß- und Stanzwerk                                        | Fellbach, Bahnhofstraße 20, 20a (Karte)                                                             |           | Geschützt nach § 2 DSchG |    |
|                | Wohnhaus                                                   | Fellbach, Bahnhofstraße 31 (Karte)                                                                  |           | Geschützt nach § 2 DSchG |    |
|                | Wohnhaus                                                   | Fellbach, Bahnhofstraße 63 (Karte)                                                                  |           | Geschützt nach § 2 DSchG |    |
| Weitere Bilder | Ev. Pauluskirche                                           | Fellbach, Bahnhofstraße 88 (Karte)                                                                  |           | Geschützt nach § 12 DSchG |    |
|                | abgegangene Wehrkirche St. Gallus mit Wehrkirchhof         | Fellbach, Bereich Lutherkirche, Kirchplatz, Rathaus, Seestraße, ehem. Hintere Straße, Flstnr. 1/1-7 |           | Die ehemals am Nordrand des alten Ortskerns um 1340/60 angelegte Kirchenburg, lag am Platz der wohl ins Frühmittelalter reichenden Kirchengründung und eines bestehenden festen Hauses (Ringmauer mit Rondellen und Gräben 1801–03 beseitigt). Geschützt nach § 2 DSchG |    |
| Weitere Bilder | Weingärtnerhaus                                            | Fellbach, Burgstraße 2 (Karte)                                                                      |           | Geschützt nach § 2 DSchG |    |
|                | Weingärtnerhaus                                            | Fellbach, Burgstraße 28 (Karte)                                                                     |           | Geschützt nach § 2 DSchG |    |
|                | Methodisten-Kapelle                                        | Fellbach, Burgstraße 32 (Karte)                                                                     |           | Geschützt nach § 2 DSchG |    |
|                | Bauernhaus                                                 | Fellbach, Cannstatter Straße 3 (Karte)                                                              |           | Geschützt nach § 2 DSchG |    |
| Weitere Bilder | Weingärtnerhaus                                            | Fellbach, Cannstatter Straße 9 (Karte)                                                              |           | Geschützt nach § 28 DSchG |    |
| Weitere Bilder | Haupthaus des ehem. Konstanzer Pfleghofes                  | Fellbach, Cannstatter Straße 12 (Karte)                                                             |           | Geschützt nach § 28 DSchG |    |
| Weitere Bilder | Scheunen und Waschhaus                                     | Fellbach, Cannstatter Straße 12 (Karte)                                                             |           | Geschützt nach § 2 DSchG |    |
|                | Weingärtnerhaus                                            | Fellbach, Cannstatter Straße 15 (Karte)                                                             |           | Geschützt nach § 2 DSchG |    |
| Weitere Bilder | Rathaus                                                    | Fellbach, Cannstatter Straße 16 (Karte)                                                             |           | Mittlerweile Polizeistation. Geschützt nach § 2 DSchG |    |
| Weitere Bilder | Bahnhof                                                    | Fellbach, Eisenbahnstraße 14 (Karte)                                                                |           | Geschützt nach § 2 DSchG |    |
|                | Mehrfamilienhaus                                           | Fellbach, Endersbacher Straße 10 (Karte)                                                            |           | Geschützt nach § 2 DSchG |    |
|                | Geschäftshaus                                              | Fellbach, Esslinger Straße 75 (Karte)                                                               |           | Geschützt nach § 2 DSchG |    |
| Weitere Bilder | Ev. Martin-Luther-Kirche                                   | Fellbach, Hintere Straße 1 (Karte)                                                                  |           | Nordwestlich des hist. Ortskernes gelegene ev. Martin-Luther-Kirche (ehem. St. Gallus), 1282 erstmals erwähnt, Turm und Chor des 16. Jh., Kirchenschiff 1779 erweitert mit benachbartem, ummauertem Alten Friedhof. Geschützt nach § 28 DSchG                           |    |
| Weitere Bilder | Bauernhaus                                                 | Fellbach, Hintere Straße 26 (Karte)                                                                 |           | Stadtmuseum der Stadt Fellbach. Geschützt nach § 2 DSchG |    |
|                | Seldnerhaus                                                | Fellbach, Hintere Straße 35 (Karte)                                                                 |           | Geschützt nach § 2 DSchG | BW |
| Weitere Bilder | Ehem. Gasthaus "Hirsch"                                    | Fellbach, Hirschstraße 1 (Karte)                                                                    |           | Geschützt nach § 2 DSchG |    |
| Weitere Bilder | Weingärtnerhaus und Scheune                                | Fellbach, Kappelbergstraße 4, 4b (Karte)                                                            |           | Geschützt nach § 2 DSchG |    |
| Weitere Bilder | Schule                                                     | Fellbach, Kirchhofstraße 15 / Schillerstr. 8 (Karte)                                                |           | Wichernschule, erbaut in 1907. Geschützt nach § 2 DSchG |    |
| Weitere Bilder | Alter Friedhof                                             | Fellbach, Kirchhofstraße 18 (Karte)                                                                 | 1606      | Löste 1606 den Friedhof nördlich der Lutherkirche ab, welcher nach der Pestwelle 1597 zu klein geworden ist. Geschützt nach § 2 DSchG |    |
|                | Ofenstein                                                  | Fellbach, Lindenstraße 18 (Karte)                                                                   |           | Geschützt nach § 2 DSchG | BW |
|                | Mehrfamilienhaus                                           | Fellbach, Lutherstraße 20 (Karte)                                                                   |           | Geschützt nach § 2 DSchG |    |
|                | Alter Saal der Hahn’schen Gesellschaft                     | Fellbach, Neue Straße 11 (Karte)                                                                    |           | Geschützt nach § 2 DSchG |    |
| Weitere Bilder | Türsturz                                                   | Fellbach, Neue Straße 18 (Karte)                                                                    |           | Geschützt nach § 2 DSchG |    |
| Weitere Bilder | Ehem. ev. Pfarrhof                                         | Fellbach, Pfarrstraße 1, 1a, 1b (Karte)                                                             |           | Geschützt nach § 2 DSchG |    |
|                | Fabrik                                                     | Fellbach, Ringstraße 18 (Karte)                                                                     |           | Geschützt nach § 2 DSchG |    |
| Weitere Bilder | Gemeindekelter                                             | Fellbach, Untertürkheimer Straße 33 (Karte)                                                         |           | Am südwestlichen Ortsrand unterhalb des Kappelberges gelegene Alte Kelter von 1906, welche eine der größten Gemeindekeltern des Landes darstellte. Geschützt nach § 2 DSchG                                                                                             |    |
| Weitere Bilder | Weingärtnerhaus                                            | Fellbach, Vordere Straße 1 / 3 (Karte)                                                              |           | Geschützt nach § 2 DSchG |    |
|                | Inschriftenstein                                           | Fellbach, Vordere Straße 2 (Karte)                                                                  |           | Geschützt nach § 2 DSchG |    |
| Weitere Bilder | Weingärtnerhaus                                            | Fellbach, Vordere Straße 7 (Karte)                                                                  |           | Geschützt nach § 28 DSchG |    |
|                | Waschhäuschen                                              | Fellbach, Vordere Straße 7a (Karte)                                                                 |           | Geschützt nach § 2 DSchG |    |
|                | Gehöft                                                     | Fellbach, Vordere Straße 9a, 9b (Karte)                                                             |           | Geschützt nach § 2 DSchG |    |
| Weitere Bilder | Weingärtnerhaus                                            | Fellbach, Vordere Straße 12 (Karte)                                                                 |           | Geschützt nach § 2 DSchG |    |
| Weitere Bilder | Weingärtnerhaus                                            | Fellbach, Vordere Straße 16 (Karte)                                                                 |           | Geschützt nach § 2 DSchG |    |
| Weitere Bilder | Ehem.Zehntscheuer                                          | Fellbach, Vordere Straße 39 (Karte)                                                                 |           | Geschützt nach § 2 DSchG |    |
| Weitere Bilder | Bauernhaus                                                 | Fellbach, Vordere Straße 41 (Karte)                                                                 |           | Geschützt nach § 2 DSchG |    |
| Weitere Bilder | Gehöft                                                     | Fellbach, Waiblinger Straße 2, 2a, 2b (Karte)                                                       |           | Geschützt nach § 2 DSchG |    |
| Weitere Bilder | Aussichtsturm Kernen                                       | Fellbach, Flstnr. 10189 (Karte)                                                                     |           | Am westlichen Ende des Schurwaldes auf dem Gipfel des Kernen stehender Aussichtsturm Kernen von 1896. Geschützt nach § 2 DSchG |    |
|                | abgegangene Wallfahrtskapelle auf dem Kapellberg           | Fellbach, Flur Kapellberg, Bereich westlich Auf dem Kappelberg 2, Flstnr. 7700/1                    |           | Der für den Kappelberg namengebende Kirchenbau über den in Kiesers Ortsansicht von 1685 verzeichneten Weinberglagen geht auf ein Kirschbaumwunder zurück und wurde zuletzt als Waldschützenwohnung und Schafstall genutzt (1816 abgebrochen). Geschützt nach § 2 DSchG  |    |
|                | vorgeschichtliche Abschnittsbefestigung                    | Fellbach, Flur Kappelberg                                                                           |           | Südlich des Ortes auf einem westlichen Ausläufer des Schurwaldes gelegene vorgeschichtliche Abschnittsbefestigung. Geschützt nach § 2 DSchG |    |
|                | Rat- und ehem. Schulhaus                                   | Oeffingen, Hauptstraße 1 (Karte)                                                                    |           | Geschützt nach § 2 DSchG |    |
|                | Chorturm von St. Nabor                                     | Oeffingen, Hauptstraße 23 (Karte)                                                                   |           | Geschützt nach § 28 DSchG |    |
|                | Kath. Pfarrkirche, Pfarrhaus und Friedhof (Sachgesamtheit) | Oeffingen, Hauptstraße 25, 27 (Karte)                                                               |           | Geschützt nach § 2 DSchG |    |
|                | Weingärtnerhaus                                            | Oeffingen, Hauptstraße 29 (Karte)                                                                   |           | Geschützt nach § 2 DSchG |    |
|                | Ehem. Obervogtei des Domkapitels Augsburg                  | Oeffingen, Hauptstraße 37 (Karte)                                                                   |           | Geschützt nach § 2 DSchG |    |
|                | Gefängnistürmle                                            | Oeffingen, Im Schulhof 6 (Karte)                                                                    |           | Geschützt nach § 2 DSchG |    |
|                | Weingärtnerhaus und Stallschuppen                          | Oeffingen, Schulstraße 8, 8b (Karte)                                                                |           | Geschützt nach § 2 DSchG |    |
|                | Bauernhaus                                                 | Oeffingen, Schulstraße 10 (Karte)                                                                   |           | Geschützt nach § 2 DSchG |    |
|                | Schlössle Oeffingen                                        | Oeffingen, Schulstraße 14 (Karte)                                                                   |           | Geschützt nach § 2 DSchG |    |
|                | Kath. Heilig-Kreuz-Kapelle                                 | Oeffingen, Feldweg 836 (Flstnr. 671/2) (Karte)                                                      |           | Östlich des Ortes in freier Lage stehende kath. Feldkapelle um 1600 mit Veränderungen des späten 17. Jh. Geschützt nach § 12 DSchG |    |
|                | Siedlungsareal                                             | Oeffingen, Flur Beim Pauluskreuz                                                                    |           | Westlich des Ortes gelegene ausgedehnte Siedlungsareale aller vorgeschichtlichen Perioden. Geschützt nach § 2 DSchG |    |
|                | Grabhügelfeld                                              | Oeffingen, Flur Hartwald                                                                            |           | Nordöstlich von Oeffingen im Wald gelegene Grabhügel. Geschützt nach § 2 DSchG |    |
|                | Rat- und ehem. Schulhaus                                   | Schmiden, Brunnenstraße 1 (Karte)                                                                   |           | Geschützt nach § 2 DSchG |    |
|                | Weingärtnerhaus                                            | Schmiden, Brunnenstraße 5 (Karte)                                                                   |           | Geschützt nach § 2 DSchG |    |
|                | Wohnstallhaus                                              | Schmiden, Bühnerstraße 11 (Karte)                                                                   |           | Geschützt nach § 2 DSchG |    |
|                | Sachgesamtheit                                             | Schmiden, Bühnerstr. 13, 15, 17 / Kanalstr. 7 (Karte)                                               |           | Geschützt nach § 2 DSchG |    |
|                | Sachgesamtheit einer Hofanlage                             | Schmiden, Butterstraße 1, 1a, 1c (Karte)                                                            |           | Geschützt nach § 2 DSchG |    |
|                | Scheune                                                    | Schmiden, Fellbacher Straße 3 (Karte)                                                               |           | Geschützt nach § 2 DSchG |    |
|                | Gehöft                                                     | Schmiden, Fellbacher Straße 48 (Karte)                                                              |           | Geschützt nach § 2 DSchG |    |
|                | Ev. Pfarrhaus und Pfarrscheuer                             | Schmiden, Oeffinger Straße 2, 2a (Karte)                                                            |           | Am nördlichen Ortsrand des hist. Ortskernes erhöht gelegene ev. Pfarrkirche St. Dionys und Barbara (romanischer Turm, Kirchenschiff 15. Jh. mit Veränderungen) mit Friedhof und Pfarrhof. Geschützt nach § 2 DSchG                                                      |    |
| Weitere Bilder | Ev. Pfarrkirche St. Dionys und Barbara, Friedhof           | Schmiden, Oeffinger Straße 4 (Karte)                                                                |           | Am nördlichen Ortsrand des hist. Ortskernes erhöht gelegene ev. Pfarrkirche St. Dionys und Barbara (romanischer Turm, Kirchenschiff 15. Jh. mit Veränderungen) mit Friedhof und Pfarrhof. Geschützt nach § 28 DSchG                                                     |    |
|                | Gehöft                                                     | Schmiden, Oeffinger Straße 9, 9a (Karte)                                                            |           | Geschützt nach § 2 DSchG |    |
|                | (vorderer Hausteil) Bauernhaus                             | Schmiden, Remstalstr. 1 (Karte)                                                                     |           | Geschützt nach § 2 DSchG |    |